# バネス・マーティロスヤン
バネス・マーティロスヤン（Vanes Martirosyan、1986年5月1日 - ）は、アメリカ合衆国のプロボクサー。アルメニアのアボヴャン出身。

## 来歴
1986年5月1日、アルメニアのアボヴャンで生まれる。彼の父ノリク・マーティロスヤンも元ボクサーで、当時は産業会社に勤めており、陸軍にも入隊していた。マーティロスヤンが4歳の時に家族がカリフォルニア州グレンデールに移住し、7歳の時に近所のジムでボクシングを始めた。ボクシングに専念するために、父親によって中学校を強制中退させられている。

### アマチュア時代
2004年1月、全米選手権にウェルター級(69kg)で出場し、準決勝で敗退。
2004年、アテネオリンピック国内西地区予選でティモシー・ブラッドリー、国内最終選考会でオースティン・トラウトを破りアメリカ代表として世界選手権に選出される。
2004年8月、ギリシャのアテネで開催されたオリンピックにウェルター級(69kg)で出場し、2回戦でロレンソ・アラゴンに敗退
。
アマチュアの戦績は120勝10敗。

### プロ時代
2005年4月8日、プロデビュー。4回判定勝ち。
2009年12月19日、ウィリー・リーの持つNABF北米スーパーウェルター級王座と空位のNABO北米スーパーウェルター級王座を懸け対戦し、3回TKO勝ちを収めNABF王座の獲得に成功、NABO王座の獲得にも成功した。
2010年1月16日、元IBF世界スーパーウェルター級王者のカシム・オウマと対戦し、10回3-0の判定勝ちを収めNABF王座の初防衛に成功、NABO王座の初防衛にも成功した。
2010年6月5日、ニューヨーク州のヤンキー・スタジアムで自身の持つNABF北米スーパーウェルター級王座並びにNABO北米スーパーウェルター級王座と空位のWBAインターナショナルスーパーウェルター級王座を懸けジョー・グリーンと対戦し、10回3-0の判定勝ちを収めNABF王座の2度目の防衛に成功、NABO王座の2度目の防衛にも成功し、WBAインターナショナル王座の獲得にもした。
2011年6月4日、ロサンゼルスのステイプルズ・センターでサウル・ローマンとWBC世界スーパーウェルター級シルバー王座決定戦を行い、7回TKO勝ちを収め王座獲得に成功した。
2012年2月4日、サンアントニオのアラモドームでトロイ・ローリーと対戦し、3回TKO勝ちを収めWBCシルバー王座の初防衛に成功した。
2012年11月10日、ウィン・ラスベガスでエリスランディ・ララとWBC世界スーパーウェルター級挑戦者決定戦を行い、偶然のバッティングによりマーティロスヤンの左目尻がカットし試合続行不可能となり、9回1-1（86-85、86-86、84-87）の負傷判定で引き分けた為WBC王座への挑戦権獲得に失敗した。
2013年11月9日、テキサス州コーパスクリスティのアメリカンバンクセンターでWBO世界スーパーウェルター級2位のデメトリアス・アンドラーデとWBO世界スーパーウェルター級王座決定戦を行い、プロ初黒星となる12回1-2（113-114、110-117、115-112）の判定負けを喫し王座獲得に失敗した。
2014年3月21日、マリオ・アルベルト・ロサーノとWBOインターコンチネンタルスーパーウェルター級王座決定戦を行い、10回3-0（3者とも100-89）の判定勝ちを収め王座を獲得した。試合後にアル・ヘイモンと契約を結んだ。
2014年10月4日、ウィリー・ネルソンと対戦し、10回3-0（2者が97-93、96-94）の判定勝ちでWBOインターコンチネンタル王座の初防衛に成功した。
2015年3月28日、ラスベガスのパルムス・カジノ・リゾートでジャーメル・チャーロと対戦し、0-3（93-97、2者が94-96）の判定負けを喫した。
2015年9月12日、MGMグランド・ガーデン・アリーナにて、元IBF世界スーパーウェルター級王者のイシュー・スミスと対戦し、3回と8回にダウンを奪い、10回2-0（2者が97-91、95-95）の判定勝ちを収めた。
2016年1月12日、WBCがWBC世界スーパーウェルター級王座挑戦者決定4人制トーナメントの1回戦でWBC世界スーパーウェルター級7位のジュリアン・ウィリアムズと対戦するよう指令を出した。
2016年5月21日、ザ・コスモポリタン内チェルシー・ボール・ルームでWBA・IBO世界スーパーウェルター級王者エリスランディ・ララと4年ぶりに再戦し12回0-3（2者が111-116、112-115）の判定負けを喫し王座獲得に失敗した。
2017年2月7日、マネージャーのアル・ヘイモンとプロモーターのTBGプロモーションズから離脱した。マーティロスヤンは前年から試合が組まれないことに不満を募らせており、ヘイモンと連絡を取りたくても電話に出ないなど公然と不平を口にしていた。
2017年3月16日、プロモーターのドン・キングと契約した。
2017年10月6日、WBCがマチェイ・スレッキとジャック・クルカイの勝者はWBC世界ライトヘビー級3位のバネス・マーティロスヤンとWBC世界スーパーウェルター級王座挑戦者決定戦を行うよう指令を出した。
2018年1月7日、WBCがマチェイ・スレッキとバネス・マーティロスヤンに対しWBC世界スーパーウェルター級王座挑戦者決定戦を行うよう指令を出した。
2018年5月5日、カリフォルニア州カーソンのホーム・デポ・センター・テニスコートにてWBA・WBC・IBF・IBO世界ミドル級スーパー王者のゲンナジー・ゴロフキンと対戦し、2回1分53秒KO負けを喫しWBAスーパー王座並びにWBC王座とIBO王座の獲得に失敗した。
2019年9月15日、自宅で妻と口論になり頭突きを妻の顔面に食らわせたとして家庭内暴力の容疑で逮捕された。

## 獲得タイトル
- NABF北米スーパーウェルター級王座
- NABO北米スーパーウェルター級王座
- WBAインターナショナルスーパーウェルター級王座
- WBC世界スーパーウェルター級シルバー王座
- WBOインターコンチネンタルスーパーウェルター級王座